# ستونی رپیدز
ستونی رپیدز (به انگلیسی: Stony Rapids) یک منطقهٔ مسکونی در کانادا است که در ساسکاچوان واقع شده‌است. ستونی رپیدز ۳٫۹۶ کیلومتر مربع مساحت و ۲۴۳ نفر جمعیت دارد.